# Неореализм (философия)
Неореализм — направление в англо-американской философии, основные идеи которого были изложены в начале XX века группой философов из США и Великобритании. Главной особенностью неореализма был отказ от гносеологического дуализма Джона Локка и поздних форм реализма. Неореализм признавал независимое существование объектов и их непосредственную данность субъекту в процессе познания.
Основными представителями неореализма были Джордж Мур, Бертран Рассел, Сэмюэл Александер, А. Н. Уайтхед, Р. Б. Перри, У. П. Монтегю и Перси Нанн.
Неореалисты считали познающее сознание свойством человеческого организма, связанным с поведенческими реакциями; по их мнению, его роль ограничивается отбором и упорядочением объектов в опыте.

## История
Неореализм как новое философское течение был реакцией на абсолютный идеализм неогегельянства и идеалистический эмпиризм американского прагматизма. Существенный вклад в формирование философии неореализма внесли идеи Ф. Брентано, А. Мейнонга, а также шотландской школы здравого смысла. Один из принципов неореализма по сути содержался уже в проведённом в работах Брентано и Мейнонга анализе интенциональной природы сознания, различавшем психические акты и то, на что эти акты направлены.
В Англии зарождение реалистического движения началось с появлением статьи Джорджа Мура «Опровержение идеализма» в журнале «Mind» (англ. The refutation of idealism, 1903), в которой отверг, как несостоятельные, общепринятые в английской философии того времени принципы идеализма, проповедовавшиеся неогегельянцами. Со временем, с появлением неопозитивистской философии, «ставшей в начале 30-х годов XX века безраздельным хозяином философской ситуации» в этой стране, английский реализм потерял популярность. Тем не менее, ряд философов-реалистов продолжали свою деятельность, разрабатывая решение некоторых проблем реалистической теории. А. С. Богомолов отмечает таких английских неореалистов, как П. Нанн, Дж. Лэйрд, Н. К. Смит, С. Джоуд.
В США в 1901—1902 годах У. П. Монтегю и Р. Б. Перри выступили с идеями, явившимися предпосылками неореализма. В 1910 году к Монтегю и Перри примкнули ещё четверо философов — У. Т. Марвин, У. Б. Питкин, Э. Г. Сполдинг и Э. В. Холт. В том же году они выступили с «Программой и первой платформой шести реалистов», изданной в «Журнале философии, психологии и научных методов». Позже, в 1912 году, ими был опубликован коллективный труд «Новый реализм. Совместные исследования по философии» (англ. The New Realism: Cooperative Studies in Philosophy). Тогда же вышли книги Перри «Философские тенденции настоящего времени» и Марвина «Первый курс метафизики». Работа Холта «Понятие сознания» была издана в 1914 году, «Новый рационализм» Сполдинга — в 1918 году. Вокруг неореализма сразу разгорелись философские дебаты.
Шестеро американских неореалистов рассматривали свою деятельность как подготовительный этап разработки единой и связной теории познания. Согласно Монтегю, их задачей было ввести в философию успешные в науке методы совместной работы и выявления частных проблем, изучаемых изолированно. Тем не менее, «шестерка» не смогла достигнуть согласия по ключевым вопросам и в 1920-е годы распалась. Холт переключился на бихевиористскую психологию, Марвин, Сполдинг и Питкин не внесли в дальнейшем заметного вклада в философию. Перри стал заниматься аксиологией (теорией ценностей), Монтегю перешел на позиции репрезентативного реализма.
В 40-е годы XX века в США была создана Ассоциация реалистической философии. В неё вошли некоторые неореалисты второго поколения (Д. К. Уильямс, Ч. Бэйлис). Данное объединение просуществовало недолго. В современной философии неореализм как отдельное направление не пользуется большой популярностью, но является существенным элементом разных философских теорий.

## Философия
Неореализм можно условно разделить на два больших направления: эпистемологическое и космологическое. Первое направление связывается с работами Джорджа Мура и американских философов. Второе представлено С. Александером, А. Н. Уайтхедом и Я. Х. Смэтсом.

### Неореализм Мура
В своих работах Джордж Мур разработал теорию «объекта», который независим от сознания наблюдателя, но тем не менее имманентен ему. Критикуя гегельянство, Дж. Мур отвергает диалектическое тождество субъекта и объекта. Способом, избранным для этой критики, является анализ ощущений. Проведя мысленный эксперимент, Дж. Мур полагает, что все ощущения имеют нечто общее. 

Все мы знаем, что ощущение синего отличается от ощущения зеленого. Но ясно, что если оба они — ощущения, то у них есть что-то общее. <…>

Я буду называть это общее «сознанием», не вдаваясь при этом в вопрос, что это такое. В каждом ощущении мы имеем два разных элемента: (1) «сознание», по отношению к которому все ощущения подобны друг другу; и (2) что-то еще, что отличает одно ощущение от другого. Позволю себе называть этот второй элемент «объектом» ощущения, — по прежнему не поясняя, что здесь имеется в виду.— Дж. Мур. Опровержение идеализма
Итак, согласно Муру, в каждом ощущении есть два отличных друг от друга члена: сознание и объект сознания. «Сознание» и «объект» связаны познавательным отношением, которое Мур называет «осведомлённостью» (awareness). В данном случае существует нечто такое, благодаря чему одно ощущение отличается от другого. И это самое «нечто» ищется непосредственно в сознании, в ощущении. Тем самым Дж. Мур встаёт на позицию интуитивизма, признавая за сознанием таинственную способность «обладать» предметом, так сказать, «в подлиннике». Отсюда Мур делает заключение, что «мы находимся в непосредственном контакте с объектом в акте ощущения», и что акт познания («осведомлённость») имеет такую природу, что он заставляет объекты «светиться изнутри, превращает их в „прозрачные“ (transparent)».
В своих лекциях начала второго десятилетия XX в. Мур вводит понятие «чувственные данные» (sense-data). Он считает, что именно их, то есть цвет, размер, форму и другие качества физических вещей, мы воспринимаем непосредственно; но тем самым мы непосредственно воспринимаем и физические вещи, обладающие этими качествами. Позднее отношения объектов и сознания осложнились понятием высказывания об объектах.
Принимая в своей философии точку зрения здравого смысла, Мур считал, что 

во Вселенной определенно существует два рода вещей, именно материальные объекты и акты сознания… Что касается отношений между этими двумя родами вещей, то тут существенны три пункта: первый (1) — что сознательные акты связаны со сравнительно немногочисленными объектами во Вселенной… Второй (2) — что материальные объекты могут существовать даже когда мы их не сознаем, и многие из них так существуют, и третий (3) — что могло быть такое время, когда акты сознания не были свойственны никаким материальным вещам нигде во Вселенной, и может снова наступить такое время; и почти определенно было время, когда на нашей планете не было человеческих тел с присущим им человеческим сознанием— Moore G. E. Some main problems of philosophy. London, 1963. — Pp. 128—129.
 При этом Мур считал, что «здравому смыслу» не противоречат утверждения о существовании бога и загробной жизни, но он не был уверен, что эти утверждения можно доказать.

### «Американский неореализм»
Та группа философов-реалистов, в которую входили в основном американские неореалисты, преимущественно придерживалась точки зрения эпистемологического монизма, так как отвергала различия между предметом и тем, посредством чего он познаётся. Сторонники этого направления считали своей задачей «освобождение метафизики от эпистемологии». Американские неореалисты выступали против субъективизма и прагматизма в философии. Выступая за реализм, Р. Б. Перри отмечал, что сознание может только наделять объекты статусом содержания — это единственное изменение объектов. У. П. Монтегю добавил к этому тезису утверждение, что познание является частью мира объектов. Обобщая эти идеи, Сполдинг писал, что сущность познается такою, какой бы она была, если бы познания не происходило; сущность не зависит от познания. Неореалисты также использовали в своей аргументации «теорию внешних отношений»: нельзя доказать зависимость объекта от сознания только потому, что они связаны отношением, поскольку любые отношения носят внешний характер. Для неореалистов важны были и достижения биологии, физиологии и психологии, которые, с их точки зрения, доказывали, что сознание есть ответ на воздействие внешней среды, из которой оно возникло.
В работе «Философские тенденции настоящего времени» (1912) Перри так сформулировал принцип теории познания неореализма: «…вещи сами становятся содержаниями сознания, когда сознание овладевает ими». Согласно Перри, «эпистемологический монизм» состоит из двух взаимосвязанных концепций: теории «имманентности» и теории «независимости». Первая постулирует, что когда данная вещь («А») уже познана, «А» само становится идеей или содержанием сознания, вступая в соответствующее отношение. Во второй концепции «А» в своем бытии остается независимым от положения по отношению к сознанию или духу. Перри возводил теорию «имманентности» к «монистическому реализму „идей“» Давида Юма. При этом если Э. В. Холт и Р. Б. Перри делали акцент на пассивности сознания, его неспособности «творить» объекты, то У. П. Монтегю был не согласен трактовать сознание как побочный продукт сложных нервных структур и допускал, что субъективный опыт может вмешиваться в процесс познания.
Эпистемологический монизм не был окончательной позицией американских неореалистов. Теория «имманентности» привела их к так называемому «нейтральному монизму». Мир в своей основе состоит из нейтрального материала, который включает часто взаимозаменяемые «нейтральные элементы»: ощущения и логические константы (импликация, причинность, время, порядок и т. д.) Вместе с тем, неореалисты отстаивали принцип плюрализма, который связывался с теорией внешних отношений и разделял сущее на несколько различных и не сводимых друг к другу типов существования. Реальность разнообразна и, по выражению Перри, «по крайне мере физична, психична, моральна и рациональна». Опираясь на идеи австрийского философа А. Мейнонга, неореалисты выделяли «существование» (existence) и «идеальное существование» (subsistence). «Существование» включает физическое существование (в рамках пространства-времени) и психическое (в рамках времени). «Идеальное существование» — это математические и логические объекты, а также несуществующие субъекты высказывания (заблуждения, иллюзии, ошибки, прошлые и будущие события и т. д.)
Непрояснённость некоторых принципиальных положений неореалистической теории, в особенности тезиса о непосредственном вхождении объектов в сознание и вопроса о причине заблуждений, привела к появлению в 1920 году манифеста критических реалистов, в котором реализм получил иное направление. Представители американского критического реализма входили в ту группу философов-реалистов, которая придерживалась преимущественно идей эпистемологического дуализма, разделяя объект и то, в терминах чего он познаётся. Уильям Монтегю попытался совместить неореализм с критическим реализмом. В работе «Пути познания» (1925) он синтезировал разные методы познания (авторитарный, мистический, эмпиризм, рационализм, прагматизм и скептицизм), которые в совокупности составляют предмет философской логики — учения об истоках и критериях истинности человеческих представлений (belief). В эпистемологической трактовке познания Монтегю аналогичным образом старался объединить достижения трех позитивных методов: «объективизма» (наивного реализма), «субъективизма» и «дуализма» («теории копий»). Объективизм важен, поскольку утверждает присущее объектам «логическое значение» («идеальное существование») независимо от нашего к ним отношения. Достижением субъективизма является отнесение объектов к объектам возможного опыта: вся Вселенная соотносится с каждым из «Я». Дуализм же открывает различие между двумя рядами причин для объектов опыта и существующих объектов, которые независимы друг от друга.
По мнению Т. Хилла, основным вкладом неореализма в позднейшую гносеологию являются следующие положения:
- любой познавательный опыт направлен на объекты, отличные от него самого;
- разумно верить в существование таких объектов;
- иногда такие объекты действительно познаются.

### Онтология «английского неореализма»
Философия природы (давшая новый толчок к развитию неореализма), выдвинутая Уайтхедом, предполагала, что природа едина, в ней нет разграничения субъективного и объективного. Также Уайтхед вводит понятие «метода экстенсивной абстракции» — метода научного исследования, который сводится к тому, что некоторое целое (то, что изучает наблюдатель) раскладывается на абстрактные элементы путём сокращения объёма исследуемого объекта, но таким образом, чтобы «при этом был строго зафиксирован способ, каким это сокращение осуществляется». 

Например, мы видим поезд, приближающийся к нам в течение минуты. Событие, представляющее собою жизнь природы в пределах этого поезда в течение минуты, имеет большую сложность, и выражение его отношений и ингредиентов его свойств не поддается нам. Если мы возьмем одну секунду из этой минуты, то полученное таким образом более ограниченное событие проще относительно его ингредиентов, а все более и более короткие отрезки времени, такие, как десятая доля этой секунды, или сотая, или тысячная, — пока и поскольку мы имеем определенное правило, дающее определенную последовательность уменьшающихся событий, — дают события, составляющие свойства которых сходятся к идеальной простоте свойств поезда в определенный момент.— См.: Whitehead A. N. An anthology. New York, 1953. — Pp. 253—256.
Уайтхед различает понятия «событие» и «объект». События единичны и неповторимы и в силу этого недоступны для научного познания, ведь наука строится на суждениях об общем. Поскольку мы, однако, обладаем научным знанием, то следует допустить то, к чему оно относится, то есть «непреходящие факторы природы», или объекты. Рассуждение Уайтхеда основано на допущении (выдвинутом ещё элеатами и детально разработанном Платоном), что возможно познать лишь сущее. Это означает, что если у нас есть суждения общего характера, которые выражают какие-то постоянства природы, то должен существовать и предмет этих суждений, то есть «объект». «Объекты» всеобщи, неизменны, внепространственны и вневременны; они, как пишет А. С. Богомолов, «обладают многозначным пространственно-временным расположением в зависимости от того, с каким событием они связаны». Кроме того, в отличие от событий, которым свойственна непрерывность, образующая единый процесс природы, объекты дискретны (атомарны). Если «события» конкретны, то «объекты» абстрактны. «Объекты», таким образом, — это качественные постоянства, взятые в абстракции от их связи с событиями. Уайтхед различал объекты трёх типов:
- «чувственные объекты» (sense-objects), то есть «простейшие постоянства, которые мы отслеживаем как тождественные себе во внешних событиях»[44];
- «объекты восприятия» (perceptual objects) — «обычные объекты обыденного опыта — стулья, столы, камни, деревья»[45];
- «научные объекты» — объекты, открываемые наукой, например, атомы, электроны и т. д.

Используя эти понятия, Уайтхед надеялся представить природу как «процесс». Главной категорией «философии процесса» должна была стать универсальная «творческая способность» (Creativity), принцип перехода от расчлененного состояния к соединению, при котором создается новая сущность. Позже он утверждает, что недостатком старой концепции физической науки, концепции, основанной на понятиях материи, пространства и времени, является то, что существенные черты природы не выражены в терминах «фактов опыта».
Окончательной позицией Уайтхеда стал именно неореализм. Стремление сохранить признание объективного, независимого от сознания бытия природы совмещается у него с признанием этого бытия непосредственным содержанием восприятия. Отличием же эпистемологии Уайтхеда от первоначальной позиции неореализма является утверждение, что в рамках «чувственного восприятия» само чувственное восприятие, в котором природа имманентна психике наблюдателя, отличается от «чувственной осведомленности» и мысли, в которых природа выступает независимой от психики:

<…> нечто воспринимаемое воспринимается в качестве сущности, которая является целью чувственной осведомленности (sense-awareness), чего-то такого, что для мысли находится по ту сторону этой чувственной осведомленности… Соответственно природа, будучи раскрытой в чувственном восприятии, самодостаточна относительно чувственной осведомленности, будучи вдобавок самодостаточной относительно мысли— Whitehead A. N. An anthology. New York, 1953. — P. 201.
 Также отличием является то, что Уайтхед находил различение между иллюзорными (delusive) и физическими объектами, состоящее в том, что лишь действительные события могут быть расположены в пространственно-временной реальности, но никак не иллюзорные, например, сновидения или фантазии.
Другую попытку разработки «онтологии неореализма» предпринимает Сэмюэл Александер. Он утверждает, что эволюция предполагает пространство и время, а точнее «пространство-время» (здесь Александер опирается на Минковского и Эйнштейна). Александер отвергает субъективистскую трактовку специальной теории относительности и признаёт единство и объективную реальность пространства. «Пространство-время, — утверждает он, — есть система движений, и мы могли бы назвать пространство-время движением». Позиция Александера характеризуется А. С. Богомоловым как энергетизм, она признаёт субстанцией не материю, а движение и энергию, а конечные единицы пространства-времени (точки-моменты) с её точки зрения — это «чистые события».
Для объяснения возникновения материального мира из «пустого» пространства-времени Александер предлагает идею «эмерджентной эволюции» (от англ. emergence — «возникновение», «неожиданное, внезапное появление»). Согласно его представлениям, эмерджентная эволюция происходит скачкообразно, путём качественных изменений. В этом процессе возникают разные уровни реальности — материя, жизнь, психика. Возникновение новых уровней происходит в результате действия силы, которую Александер называет «низусом» (лат. nisus — порыв, устремление); эта сила представляет собой непознаваемое стремление к божественному.

## Критика
Неореалисты считали, что опыт объективен; они стремились обосновать мысль, что в процессе познания, как чувственного, так и логического, познаются сами предметы, а не просто «чувственные данные», то есть что сами предметы, в том числе предметы внешнего мира, непосредственно входят в сознание человека. Эта концепция «независимости имманентного» означала фактическое признание реальным всего содержания нашего сознания, включая заблуждения, иллюзии, паралогизмы вроде идеи круглого квадрата.
Своей наиболее важной задачей неореалисты считали разрешение т. н. «эгоцентрического» затруднения, состоящего в том, что субъект всегда имеет дело с объектами, которые тем или иным образом соотнесены с сознанием. Именно это затруднение, согласно Перри, неправомерно используют идеалисты, когда рассматривают привычное отношение «быть познанным» как элемент, определяющий природу любого объекта, а также пытаясь обосновать зависимость объекта от субъекта. Однако самим неореалистам не удалось найти удовлетворительное решение этой проблемы. Кроме того, неудачными были и попытки объяснить, как возможны заблуждения и иллюзии, если опыт объективен. В итоге, со стороны критических реалистов были выдвинуты серьёзные возражения против доктрины неореализма, что значительно ускорило распад этого философского течения.